# Atashinchi no danshi
Atashinchi no danshi (アタシんちの男子?, Atashinchi no danshi, lett. "I ragazzi della mia famiglia") è un dorama, ovvero un drama giapponese.
La serie è stata trasmessa su Fuji Television dal 14 aprile 2009 al 23 giugno 2009, per un totale di 11 episodi.
La sigla del dorama è "Infinity", cantata dal gruppo Girl Next Door.
Sempre nel 2009, la serie è stata adattata in un omonimo manga pubblicato in due parti.

## Trama
Chisato Mineta è una ragazza di 20 anni senzatetto che si muove solo tra i parchi e nei net cafè. Sua madre è morta, mentre suo padre è scomparso dopo aver lasciato alla figlia un debito di 100 milioni di yen. Quando, un giorno, scappa dai suoi creditori come al solito, conosce il presidente di un'importante azienda di giocattoli che accetta di pagare il debito al posto suo se lei lo sposerà. Shinzo Ōkura, il nome del presidente, ha deciso di sposarla perché gli rimane un solo mese di vita. Chisato accetta, ma, alla morte di lui, si ritroverà inaspettatamente a dover accudire i sei figli adottivi di Shinzo, pena la restituzione in contanti del debito.

## Personaggi ed interpreti

### Principali
Chisato Mineta (峯田 千里?, Mineta Chisato)20 anni. Ha perso la madre in giovane età ed il padre è fuggito lasciandole un debito di 100 milioni di yen. Alla morte di Shinzo Ōkura si ritrova ad accudire i figli adottivi di quest'ultimo. Si innamora di Sho Ōkura a partire dal settimo episodio, quando, involontariamente, le dà un bacio. È interpretata da Maki Horikita.
Fū Ōkura (大蔵 風?, Ōkura Fū)30 anni. Il primo figlio di Shinzo. Inizialmente non è presente nella residenza Ōkura. È interpretato da Jun Kaname.
Takeru Ōkura (大蔵 猛?, Ōkura Takeru)27 anni. Il secondo figlio. È membro di una banda di moto-teppisti. È interpretato da Yoshinori Okada.
Shō Ōkura (大蔵 翔?, Ōkura Shō)25 anni. Il terzo figlio. Ha un figlio piccolo di nome Riki. È interpretato da Osamu Mukai.
Masaru Ōkura (大蔵 優?, Ōkura Masaru)22 anni. Il quarto figlio. Fa il modello, ma ha la fobia delle ragazze, che viene curata da Chisato. È interpretato da Yūsuke Yamamoto.
Satoru Ōkura (大蔵 智?, Ōkura Satoru)17 anni. Il quinto figlio. È un liceale ed è il più aggressivo dei fratelli. Inizialmente vive rinchiuso in una stanza che solo lui può aprire, finché Chisato non lo aiuta ad uscire. È interpretato da Kōji Seto.
Akira Ōkura (大蔵 明?, Ōkura Akira)12 anni. Il sesto figlio. Nonostante la giovane età, è molto intelligente e perspicace. È interpretato da Tomoki Okayama.

### Secondari
- Kōji Yamamoto - Shūji Tokita, dirigente d'azienda
- Reiko Takashima - Kyoko Koganei, consulente legale
- Tatsuo Nadaka - Iwamoto
- Kenkichi Watanabe - Misawa
- Raishin Kodama - Okudera
- Osamu Nakamura - Toyama
- Noriko Eguchi - Rosemary Inoue
- Junko Shimeno
- Mitsuhiro Nagatomo
- Takeshi Tsuruno - Yutaka Kokudo
- Kento Nagayama - Heiji Majima
- Keisuke Watanabe - Minamisawa
- Mitsuomi Takahashi - Nakao
- Nasubi - Nishigo
- Britney Hamada - Britney
- Yoshimasa Iwami - Utsui
- Yuka Matsuzaki
- Oji Osuga
- Toru Suehiro
- Shingo Tsurumi - Tōru Mineta, padre di Chisato
- Yu Kamio - Kobayashi, esattore debiti
- Ryōsei Tayama - Yoshio Tanabe
- Ryota Nakanishi - Todoroki
- Mamoru Tanaka - assistente di Masaru
- Ayumu Maruyama - Riki Okura, figlio di Shō
- Reina Asami - Saki, ex-moglie di Shō
- Bengal - Kazuki Kikuchi
- Noboru Shibasaki

## Episodi
1. Homeless Maiden Versus Her Lover's Six Sons
2. The Pheromone of Young Men
3. Young Men, Sighing at Love
4. Operation Love Kidnapping
5. A Kiss With the Eldest Son?
6. Mama is His Girlfriend?
7. Heart Pounding Quick Moment of Intimacy
8. From Thriftiness Comes Love?
9. Farewell to the Man of Miracles
10. The Astonishing Truth
11. A Treasure Called Family